# Larinopoda deficiens
Larinopoda deficiens är en fjärilsart som beskrevs av Abel Dufrane 1953. Larinopoda deficiens ingår i släktet Larinopoda och familjen juvelvingar. Inga underarter finns listade i Catalogue of Life.